# Hoogvliet
För andra betydelser, se Hoogvliet (olika betydelser).

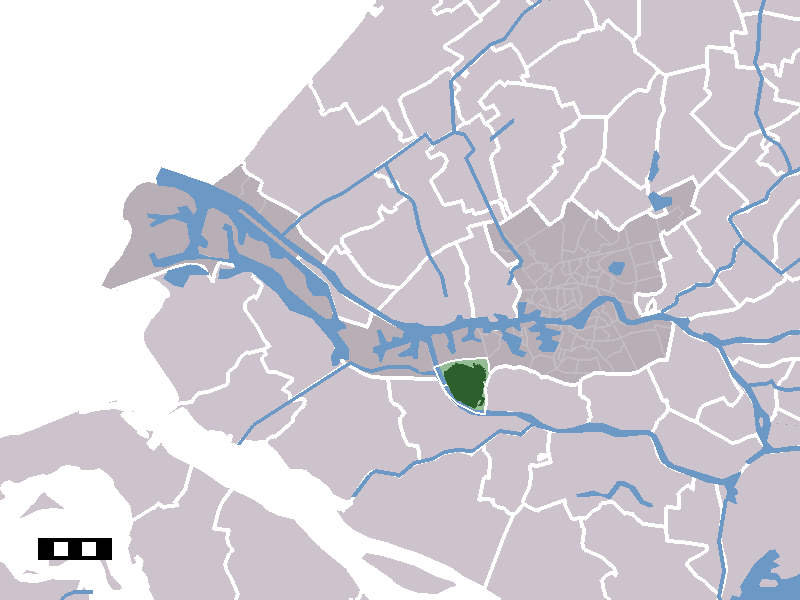
Lägeskarta.

Vapen

Hoogvliet är en av Rotterdams fjorton kommundelar (bestuurscommissiegebieden, till 2014 deelgemeenten) och hade år 2004 36 619 invånare.